# Cromemco Dazzler

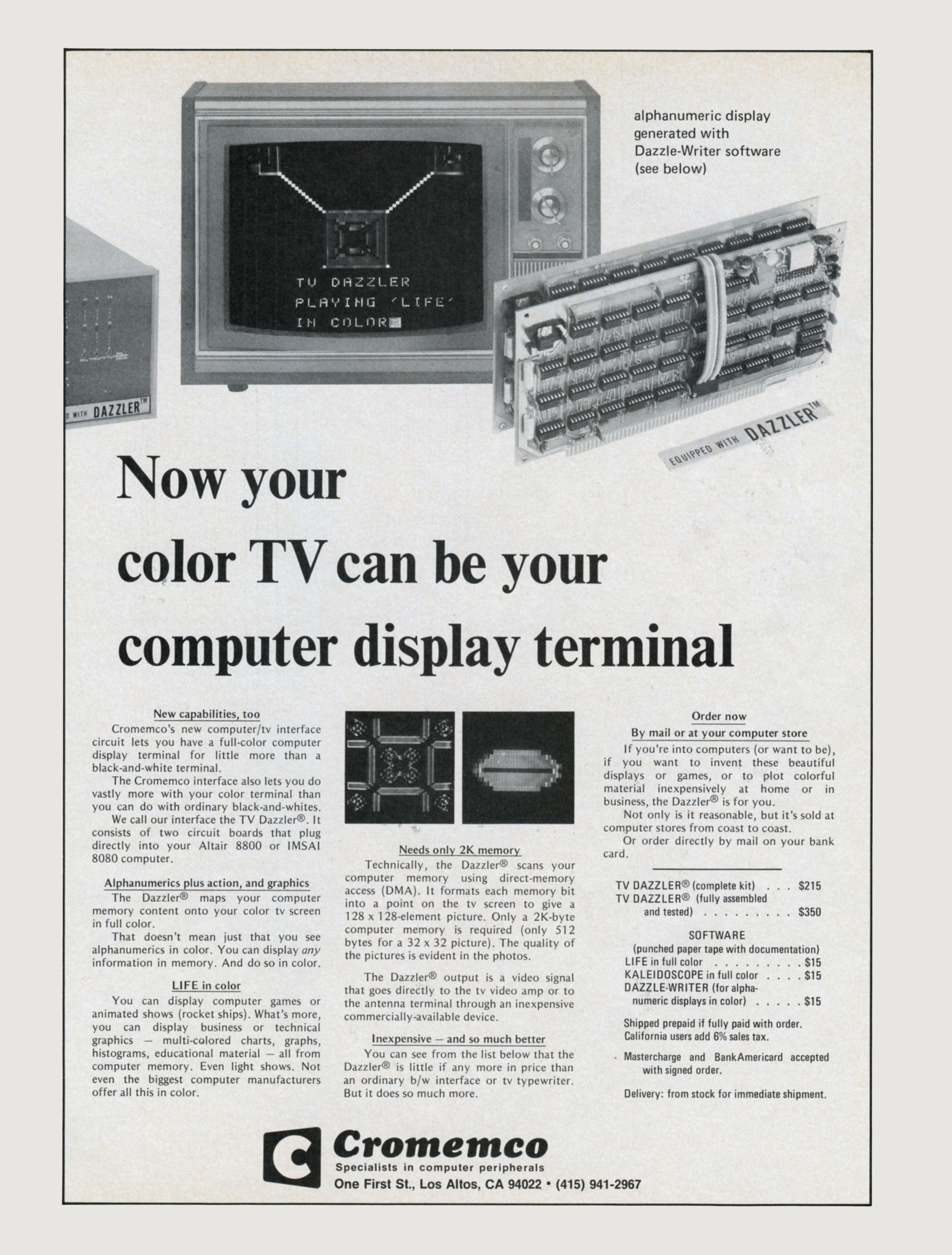
Dazzlerの広告（1976年4月）

Cromemco Dazzler（クロメンコ ダズラー）またはTV DAZZLER（ティーヴィー ダズラー）は、クロメンコ社が開発したS-100バスコンピュータ用のグラフィックスカードである。1976年に発売されたこのカードは、マイクロコンピュータ用の世界初の商用カラービットマップ・グラフィックスカードである。複数のDazzlerカードを1台のマシンにインストールして同期させることができた。この機能は、わずかな変更を加えるだけで、ゲンロックとして使用することができる。1980年代初頭にアメリカのテレビで放映された天気予報の画像のほとんどの生成に使用されていたカラーグラフィックス・ウェザーシステムは、ゲンロックされたDazzlerカードで画像出力していた。

## 歴史
Dazzlerは、『ポピュラーエレクトロニクス』誌の編集者のレス・ソロモンが、スタンフォード大学のロジャー・メレンにAltair 8800の試作機を見せたことがきっかけで誕生した。それを見たメレンは、友人のハリー・ガーランドとともに作業するために、製造番号#2のAltairを購入した。2人は、このマシンのために2つのアドオンを製作した。Cyclopsと呼ばれる初期のデジタルカメラと、撮影した映像をテレビ受像機で見るためのDazzlerである。Dazzlerは、1975年11月12日のホームブリュー・コンピュータ・クラブの会合で初めて紹介された。
当時の多くのマイクロコンピュータや関連製品と同様に、Dazzlerも最初は『ポピュラーエレクトロニクス』誌で自作キットとして発表された。このキットには回路基板と必要な部品が含まれており、ユーザは自分で組み立てることができた。後に、組み立て済みのDazzlerも販売されるようになり、更に後には組み立て済み製品のみの販売となった。販売は非常に順調に進み、メレンとガーランドは、Dazzlerやその他のAltairアドオンを販売するためにクロメンコ社を設立した。
フェデリコ・ファジンの新会社ザイログがZ80を発表すると、クロメンコはすぐにZ80を使用したS-100互換コンピュータを自社で開発・販売するようになった。やがて、これらは同社の主要製品となった。ラックにマウントされたコンピュータとDazzlerの組み合わせは、1980年代後半までカラーグラフィックス・ウェザーシステム(CWS)社の製品ラインの基礎を形成した。1982年にダイナテック社はCWS社を買収し、さらに1987年にクロメンコ社も買収して、両社を合併させた。

## ソフトウェア

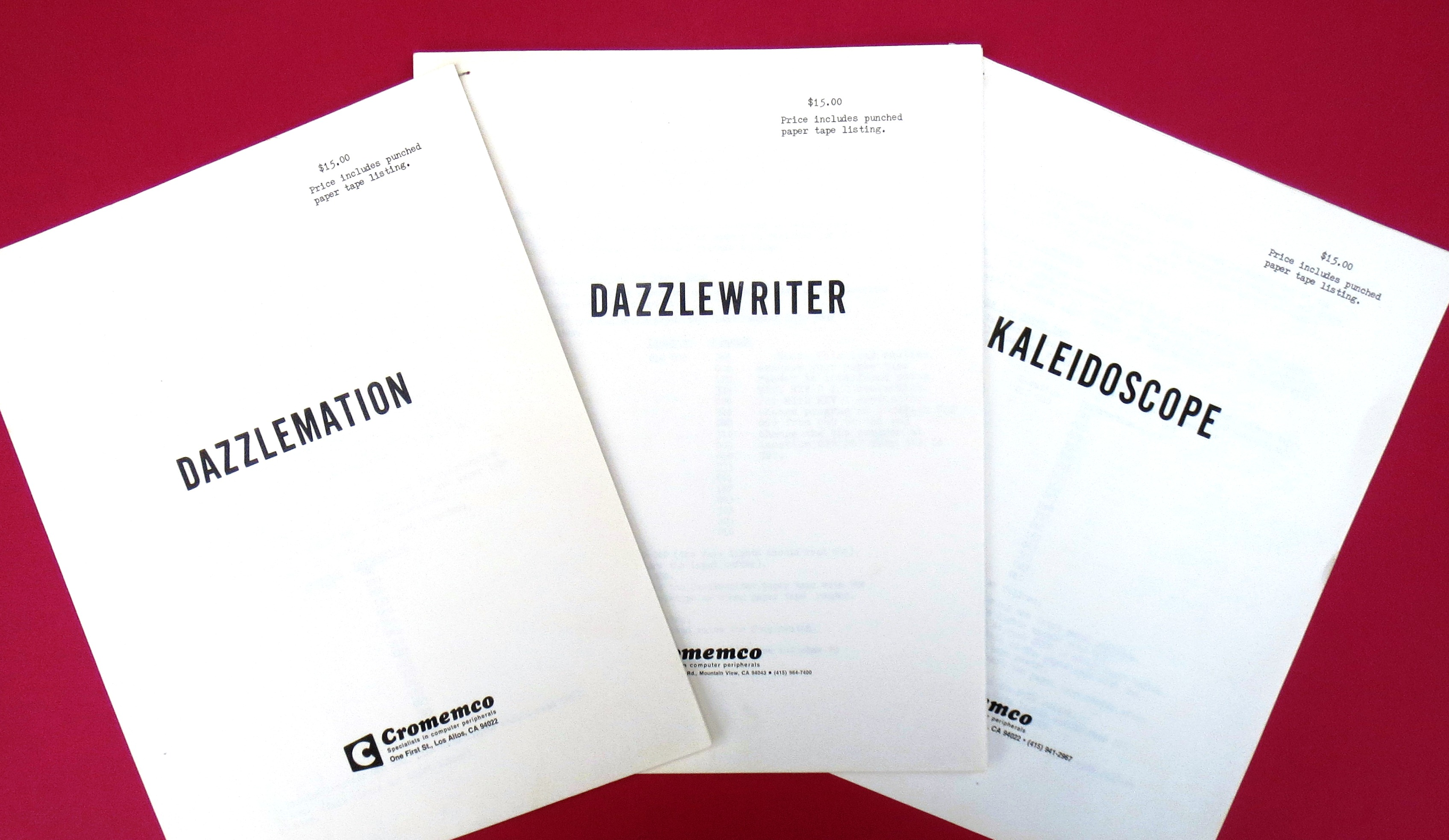
初期のDazzler用ソフトウェア

Dazzlerの当初の広告では、3種類のソフトウェアが販売されていた（紙テープで提供されていた）。『Conway's Game of Life』、英数字の表示を行うプログラム『Dazzlewriter』、カラフルなパターン生成を行うプログラム『Kaleidoscope』である。
『バイト』1976年6月号の表紙には、『Conway's Game of Life』を動作させたDazzlerの画像が掲載されており、このソフトウェアの作者がエド・ホール(Ed Hall)であると書かれている。『バイト』誌では、アニメーションツール『Dazzlemation』、およびこのソフトで最初のアニメーション『Magenta Martini』の作者をスティーブ・ダンピエ(Steve Dompier)としている。ジョージ・テイト（後にアシュトン・テイトの共同設立者）は、Dazzler用の三目並べゲームの作者としてクレジットされており、王理瑱（リーチェン・ワン）は『Kaleidoscope』の作者としてクレジットされている。
コンピューター・マート・オブ・ニューヨークのオーナーであるスタン・ヴァイトは、1976年初頭にニューヨーク市の5番街と32番街の角にある自身の店のショーウィンドウにカラーテレビを設置し、『Kaleidoscope』で万華鏡の変化するパターンを表示させた。そのときのことをヴァイトは次のように語っている。「車で通りかかった人々は車を止めて見始めました。それは今までに見たことのないものでした。Dazzlerは短時間のうちに5番街の渋滞を引き起こしたのです!」警察はビルの大家に連絡を取り、テレビの接続を切らせた。
クロメンコはDazzler用のソフトウェアを追加で発売した。最初は紙テープで、後にフロッピーディスクで提供された。その中には、1976年10月に発売された『スペースウォー!』もあった。また、コロンビアのコーヒー工場での製造工程の監視から、スコットランドでの心臓放射性核種イメージングによる心臓血流のリアルタイム画像の表示まで、幅広いグラフィックアプリケーションのためのソフトウェアも開発された。

## ハードウェア

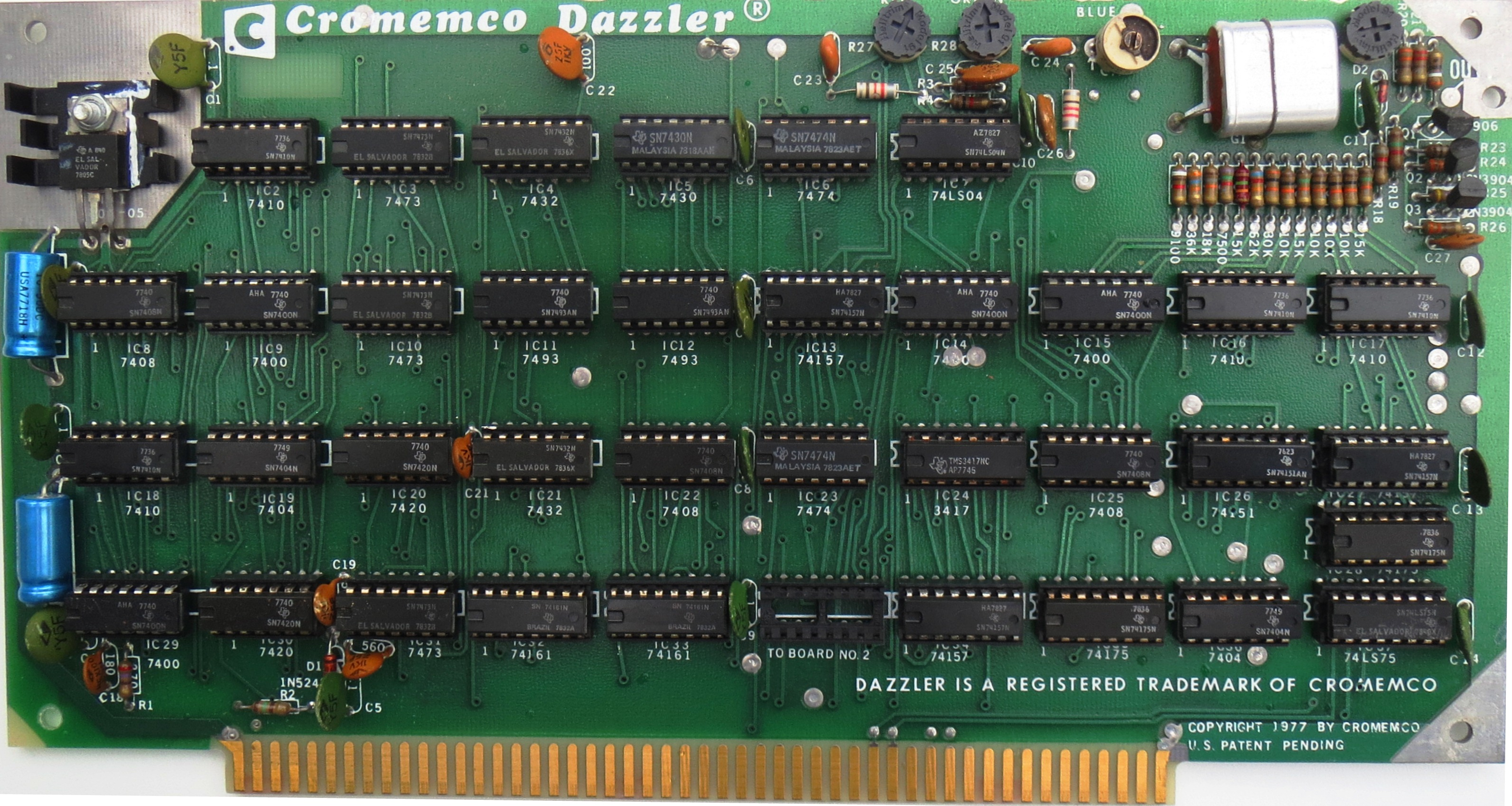
Cromemco Dazzler（ボード1）

Dazzlerは70個以上のMOS ICやTTL ICを使用しており、全ての部品を収めるために2枚のカードが必要だった。「ボード1」にはアナログ回路、「ボード2」にはバスインターフェイスとデジタルロジックが搭載されていた。2枚のカードは16芯のリボンケーブルで接続されていた。アナログカードはバスで他のデジタル部品との通信は行わないが、電源接続などのためにバスに接続されていた。マニュアルには、スロットを節約するために別の電源ケーブルで2枚のカードを「ピギーバック」する方法も記載されていた。アナログカードからの出力はコンポジット映像信号で、カラーテレビに直接接続するためのRFモジュレータも用意されていた。
Dazzlerは独自のフレームバッファを持たず、1メガビット毎秒のスループットを提供するカスタムDMAコントローラを使用してホストマシンのメインメモリにアクセスしていた。このカードは、低価格のDRAMではなく、SRAMを使用する必要のある速度でコンピュータからデータを読み取った。制御信号とセットアップは、S-100バスの入出力ポート（通常は0Eと0Fにマッピングされている）を使って送受信される。0Eにはメインメモリのフレームバッファのベースを指す8ビットのアドレスが含まれており、0Fには様々なセットアップ情報を含むビットマップされたコントロールレジスタが含まれている。
Dazzlerは計4つのグラフィックスモードに対応しており、コントロールレジスタ(0F)の2つのビットを設定することで選択する。1つ目のビットは、フレームバッファのサイズを512バイトまたは2キロバイトのいずれかを選択する。2つ目のビットは、通常モードか「X4」モードかを選択する。前者は、フレームバッファに2バイトを1バイトに詰めた4ビットのニブルを使用して8色の画像を生成する。後者は高解像度のモノクロモードで、1ピクセルあたり1ビットを使用した。モードを選択することで、間接的に解像度が選択される。バッファサイズが512バイトで通常モードの場合、512バイト×2ピクセル/バイト＝1,024ピクセルが32×32ピクセルの画像として配置される。2kBのバッファでは64×64ピクセルの画像が生成される。最高解像度の場合、X4モードでは128×128ピクセルの画像を生成するために2kBのバッファを使用した。色は、通常モードでは光度を指定するための追加ビットを持つ固定の8色パレットから選択され、X4モードでは、前景色は、赤、緑、青（またはその組み合わせ）をオンにするために制御レジスタ内の3つのビットを設定することによって選択され、一方で、別のビットが光度を制御した。

## Super Dazzler

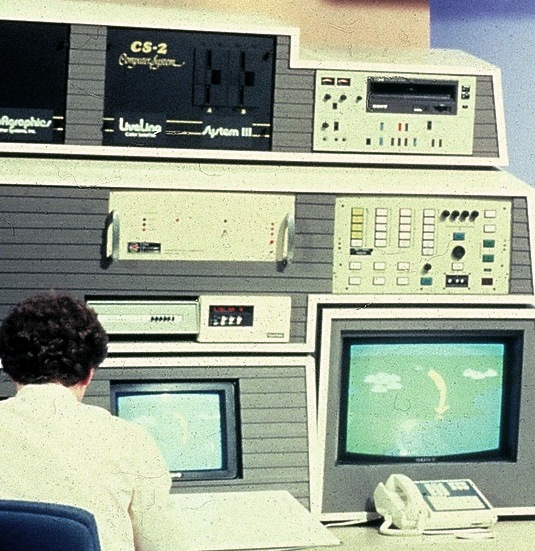
テレビ局の調整室にある、Super Dazzlerを搭載したクロメンコ CS-2 マイクロコンピュータ

1979年、クロメンコは、オリジナルのDazzlerの後継製品のSuper Dazzlerを発売した。Super Dazzler Interface(SDI)の解像度は756×484ピクセルで、最大4096色まで表示することができた。画像保存には専用の2ポートメモリーカードを使用し、より大きなサイズの画像を保存することができた。オリジナルのDazzlerではコンポジット映像信号を使用していたが、新しいSDIでは高解像度化のためにコンポーネント映像信号を使用している。また、SDIは他のビデオ機器との同期機能も備えている。SDIボードを搭載したクロメンコのシステムは、多くのテレビ局で選ばれ、また、アメリカ空軍の作戦遂行支援システムとして広く展開された。